# Mary Reynolds (Künstlerin)

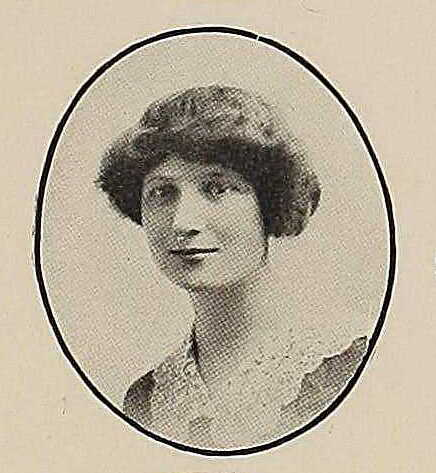
Mary Louise Hubachek (1913)

Mary Reynolds (geborene Mary Louise Hubachek, * 1891 in Minneapolis; † 30. September 1950 in Paris) war eine amerikanische Buchbinderin und Lebensgefährtin von Marcel Duchamp. Sie war mit ihrem Werk eine Wegbegleiterin der dadaistischen und surrealistischen Bewegung in Paris. Ihr Nachlass, die „Mary Reynolds Collection“, ist im Bestand des Art Institute of Chicago.

## Leben
Mary Louise Hubachek war die Tochter des Rechtsanwalts Frank Rudolph Hubachek und seiner Frau Nellie Brookes Hubachek. Ihr Bruder war Frank Brookes Hubachek. Nach Beendigung der Public School in Minneapolis besuchte sie 1909 das Vassar College, wo sie 1913 ihren Abschluss als Bachelor of Arts erreichte. Sie kehrte nach Minnesota zurück und belegte Kurse an der Universität.
Mary Hubachek lernte Matthew Givens Reynolds kennen, den Sohn eines Richters aus St. Louis. Sie heirateten am 24. Juli 1916 und lebten in Greenwich Village, dem Zentrum der Bohème in den Vereinigten Staaten. Matthew Reynolds wurde im Ersten Weltkrieg im November 1917 zum Wehrdienst eingezogen, überlebte den Krieg, starb aber bereits im Januar 1919 an den Folgen einer Grippeinfektion. Mary Reynolds entschloss sich dazu, ein neues Leben zu beginnen, zog 1921 nach Paris und ließ sich am Montparnasse nieder, eine Gegend, die sie mit ihren Künstlerkolonien an Greenwich Village erinnerte. Kurz darauf lernte sie den Fotografen Man Ray und den Komponisten Virgil Thomson kennen. Als der amerikanische Künstler Laurence Vail 1922 ihre Freundin Peggy Guggenheim heiratete, war die Pariser Szene erstaunt, hatte sie doch geglaubt, Vail und Reynolds seien verlobt gewesen. In dieser Zeit erhielt sie eine Ausbildung bei dem Pariser Buchbinder Pierre Legrain und schuf Einbände zu Büchern befreundeter Künstler wie Max Ernst, Man Ray, Paul Éluard, André Breton, Jean Cocteau und Salvador Dalí. 
Mary Reynolds und Marcel Duchamp kannten sich bereits aus Greenwich Village und erneuerten ihre Bekanntschaft im Jahr 1923, aus der eine Beziehung erwuchs. Da Duchamp jedoch seine Freiheit liebte und ein unkonventionelles Leben führte, bestand er darauf, die Beziehung geheim zu halten. Das änderte sich nach seiner kurzen Ehe mit Lydie Sarazin-Levassor, die 1927 mit der Scheidung endete. In ihrem kleinen Haus in der rue Hallé Nr. 14 traf sich die künstlerische und schriftstellerische Avantgarde wie Duchamp, Djuna Barnes, Samuel Beckett, Constantin Brâncuși, André Breton, Jean Cocteau, Paul Éluard, Janet Flanner, Peggy Guggenheim, James Joyce, Mina Loy, Man Ray und andere. Duchamp verbrachte viel Zeit in ihrem Haus, hielt sich jedoch weiterhin, um sich seine Unabhängigkeit zu erhalten, ein kleines Studio in Paris im siebten Stock eines Hauses in der rue Larrey, in dem er meistens den Abend verbrachte. Sie unternahmen zusammen mehrere Reisen und verbrachten einige Jahre den August in Villefranche-sur-Mer. Im Jahr 1931 gesellte sich Brâncuși zu ihnen und machte dort das Foto für den Umschlag eines Schachbuchs von Duchamp. 1933 trafen sie in Cadaqués auf Salvador Dalí und dessen Frau Gala.
Als der Zweite Weltkrieg ausbrach, trennten sich die Wege von Reynolds und Duchamp. Dieser verließ das von den Nationalsozialisten besetzte Frankreich im Jahr 1942 in Richtung New York, während sich Reynolds gegen die Bitten ihres Freundes dazu entschieden hatte, in Paris zu bleiben. Sie schloss sich der Résistance an und unterstützte beispielsweise den Künstler Jean Hélion, dem sie nach der Flucht aus einem Kriegsgefangenenlager Unterschlupf in ihrer Wohnung bot. Ihr Deckname lautete „Gentle Mary“. Reynolds floh erst im Sommer 1942 aus Paris, als sie bemerkte, dass sie unter Beobachtung der Gestapo stand. Im September erreichte sie Lyon und floh nach der Besetzung im November durch die deutschen Truppen mit einer kleinen Gruppe, geleitet von einem Bergführer, über die Pyrenäen zur spanischen Grenze. Auf dem dreitägigen anstrengenden Marsch führte sie nur die notwendigsten Dinge mit sich, darunter eine Rolle mit Gemälden ihres Freundes Man Ray. Zwei der Flüchtlinge wurden festgenommen, und auch Reynolds, deren Papiere verdächtig erschienen, durfte nicht ausreisen. Mit der Hilfe eines ihr unbekannten spanischen Gentleman gelang ihr dennoch die Ausreise nach Madrid, wo sie am 14. Dezember ankam. Am 6. Januar 1943 erreichte sie New York mit dem Flugzeug. Reynolds und Duchamp verbrachten die Kriegszeit in Greenwich Village und trafen alte Freunde wieder wie Friedrich Kiesler und Alexander Calder. Man Ray war erfreut, die Rolle mit seinen Gemälden in Empfang nehmen zu können. 
Nach dem Krieg blieb Duchamp in New York, während Reynolds gegen seinen Wunsch nach Paris zurückkehrte, wo sie bis 1947 für das Magazin View arbeitete. Sie schuf nur noch wenige buchbinderische Arbeiten. Der Krieg hatte die surrealistischen Künstler über den Globus zerstreut, und Bretons Einfluss auf die Bewegung hatte sich verringert. Reynolds Gesundheit hatte durch die Kriegseinwirkungen gelitten. Am 30. September 1950 verstarb sie in Anwesenheit Duchamps in ihrem Pariser Haus an Krebs.

## Nachlass in der „Mary Reynolds Collection“
Duchamp nahm sich nach ihrem Tod ihrer Angelegenheiten an und schickte ihren Nachlass einschließlich der etwa 70 gebundenen Werke an ihren Bruder, der sie im Jahr 1951 dem Art Institute of Chicago zum Gedenken an seine Schwester übergab. Aufbewahrt wird der Nachlass in den dem Institut angeschlossenen Ryerson & Burnham Libraries. Die „Mary Reynolds Collection“ wurde mit ihrem buchbinderischen Werk und den mehr als 500 Exponaten dadaistischer und surrealistischer Dokumente – ein Beispiel ist das surrealistische Künstlermagazin Minotaure –, die Reynolds als Mitglied vieler künstlerischer und literarischer Zirkel während ihres Lebens in Paris gesammelt hatte, erstmals im Jahr 1956 gezeigt. Unter den Zeitschriften befinden sich viele komplette Ausgaben.

## Werk
Mary Reynolds war bekannt für die ungewöhnliche Auswahl an Materialien, die sie für ihre Einbände benutzte, so etwa perforiertes Kupfer, Schaumgummi und Krötenhaut. Zu den von ihr gebundenen Werken gehörten beispielsweise die von der Pariser Buchhandlung Shakespeare and Company besorgte Ausgabe von James Joyce’ Ulysses, Henry Millers beide Tropics (Wendekreise), zwölf Werke von Raymond Queneau, sechs von Alfred Jarry sowie ein dünner Band mit Duchamps Wortspielen.
Das bekannteste Beispiel von Reynolds buchbinderischer Arbeit ist das von Marcel Duchamp entworfene und von Reynolds umgesetzte, gemeinsam geschaffene Künstlerbuch, das Theaterstück Ubu Roi (König Ubu), von Alfred Jarry. Vorder- und Rückseite des Einbands aus Ziegenleder werden aus je einem ausgeschnittenen „U“ gebildet. Der lederne Rücken zeigt den Buchstaben „B“. Werden der vordere und hintere Einbanddeckel im 90-Grad-Winkel zum Buchblock geöffnet, bilden sie mit dem Buchrücken das Wort „UBU“. Die Vorsatzblätter sind in schwarz marmorierter Seide gehalten, und eine goldene Krone schmückt die erste Vorsatzseite, die durch das ausgeschnittene „U“ des Einbands sichtbar ist. Ein identisches Werk schufen die beiden Künstler für die befreundeten amerikanischen Sammler Walter und Louise Arensberg, das sich im Philadelphia Museum of Art befindet.

## Würdigung
Außer der „Mary Reynolds Collection“ am Art Institute of Chicago ist es Virgil Thomson – bekannt geworden durch die Vertonung von Werken der Schriftstellerin Gertrude Stein –, der an Mary Reynolds erinnert. Er widmete ihr bereits im Jahr 1930 in seiner Kompositionsreihe Five Ladies (Violin and Piano) ein Stück mit ihrem Namen. Zu den weiteren Ladies dieser Reihe gehören Alice B. Toklas, Anne Miracle, Cynthia Kemper und Yvonne de Casa Fuerte.

## Sekundärliteratur
- Art Institute of Chicago: Mary Reynolds and the Spirit of Surrealism. (Museum Studies Vol. 22), Art Institute of Chicago 1996, ISBN 0-8655-9135-0
- Calvin Tomkins: Marcel Duchamp. Eine Biographie. Hanser, München 1999, ISBN 3-446-20110-6
- Étant donné Marcel Duchamp n°8, 2007: Marcel Duchamp & Mary Reynolds